# Hartwig Gottwald
Hartwig Gottwald (* 27. August 1917 in Briey; † 2. März 2005 in München) war ein deutscher Politiker (CDU) und Abgeordneter des Hessischen Landtags.

## Ausbildung und Beruf
Hartwig Gottwald trat nach dem Abitur 1936 als Fahnenjunker in die Wehrmacht ein. Im Zweiten Weltkrieg leistete er Kriegsdienst und geriet 1944 bis 1949 in Kriegsgefangenschaft in Russland. Nach Entlassung aus der Gefangenschaft arbeitete er in einem Industriebetrieb und wurde 1951 Werbeleiter in einer Hutfabrik. Seit 1952 war er selbständiger Werbeleiter und -berater.
Gottwald organisierte Mitte der 50er Jahre die „Arbeitsgemeinschaft Hut“, in der die gesamte Hutwirtschaft bei einer erfolgreichen Werbekampagne unter dem Slogan „Man trägt wieder Hut“ zusammenarbeitete. Er veranstaltete Hutparaden und Strohhutturniere in den Einkaufsstraßen der Großstädte und Luxuskurorte.

## Politik
Hartwig Gottwald trat nach dem Krieg der CDU bei und war Mitglied des Kreisvorstandes der CDU. 1954 bis 1957 war er auch Vorsitzender der Jungen Union des Kreisverbandes Wiesbaden. Vom 1. Dezember 1957, als er für Berthold Martin nachrückte, bis zum 31. August 1960, als er sein Mandat niederlegte, war er Mitglied des Hessischen Landtags.